# Rossiïskaïa Gazeta
 (décembre 2015).
La Rossiïskaïa Gazeta (en russe : Российская Газета) est un journal russe, fondé par le gouvernement russe, publié depuis 1990.
Son tirage quotidien est indiqué à 166 675 exemplaires, et le tirage de l'édition hebdomadaire РГ-Неделя à 3,5 millions. Son site internet a environ 20 millions de visites par mois selon Similarweb. Depuis 2007, RG publie également en anglais le site Russia Beyond the Headlines.

## Historique
Le 17 mai 2024 le portail est interdit par l'Union européenne  (ainsi que Voice of Europe, RIA Novosti et le journal Izvestia)  parce qu'il est reconnu comme diffusant de la propagande russe.